# Seria 230 ČD
S 489.0 – lokomotywa elektryczna produkowana w latach 1966-1967 dla kolei czechosłowackich.  Pierwszy elektrowóz został wyprodukowany w maju 1966 roku. Wyprodukowano 110 lokomotyw. Elektrowozy wyprodukowane zostały do prowadzenia pociągów pasażerskich oraz towarowych kursujących po zelektryfikowanych liniach kolejowych. Po rozpadzie Czechosłowacji eksploatowany jest przez koleje czeskie oznakowany jako Řada 230.